# 사카이가와촌
사카이가와촌(境川村)은 야마나시현 남동부에 위치한 히가시야쓰시로군에 놓여졌던 촌이다. 2004년 10월 12일에 히가시야마나시군 가스가이정 히가시야쓰시로군 4정과 함께 합병해 후에후키시가 되어 자치체는 폐지되었다.

## 역사
- 1903년 4월 1일 -  고나리촌, 게이린촌, 후지누타촌, 데라오촌이 합병해 성립하였다.
- 2004년 10월 12일 - 히가시야쓰시로 군(東八代郡)의 이사와정(石和町), 미사카정(御坂町), 이치노미야정(一宮町), 야쓰시로정(八代町) 및 히가시야마나시 군(東山梨郡) 가스가이정(春日居町)과 합병해 후에후키시가 성립하였다. 동일 사카이가와촌은 폐지되었다.

## 교통

### 도로
- 주오 자동차도
- 국도 제358호선